# Fanage
Cet article court présente un sujet plus développé dans : Foin.

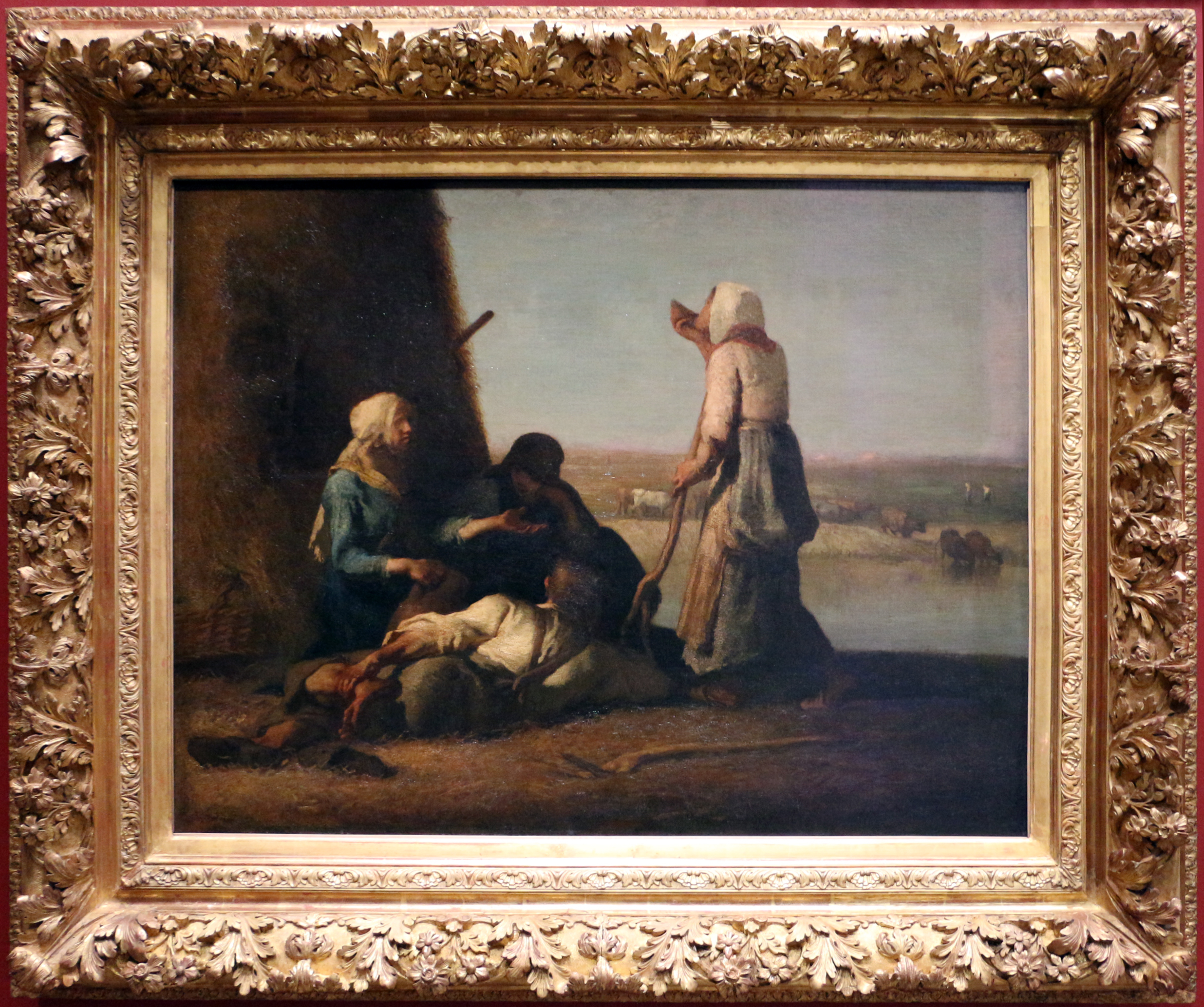
Le Repos des faneurs,
Jean-François Millet, 1848,
musée d'Orsay, Paris.

Le fanage est un travail agricole qui consiste à retourner et aérer l'herbe fraîchement fauchée de façon à en faire du foin, en le faisant sécher avant de le presser ou botteler pour le stocker. Cette opération permet d'obtenir un foin de qualité sans que l'humidité diminue ses propriétés nutritives. Autrefois dans les champs, et encore aujourd'hui dans les jardins, celui ou celle qui exécute le fanage est appelé un faneur ou une faneuse.

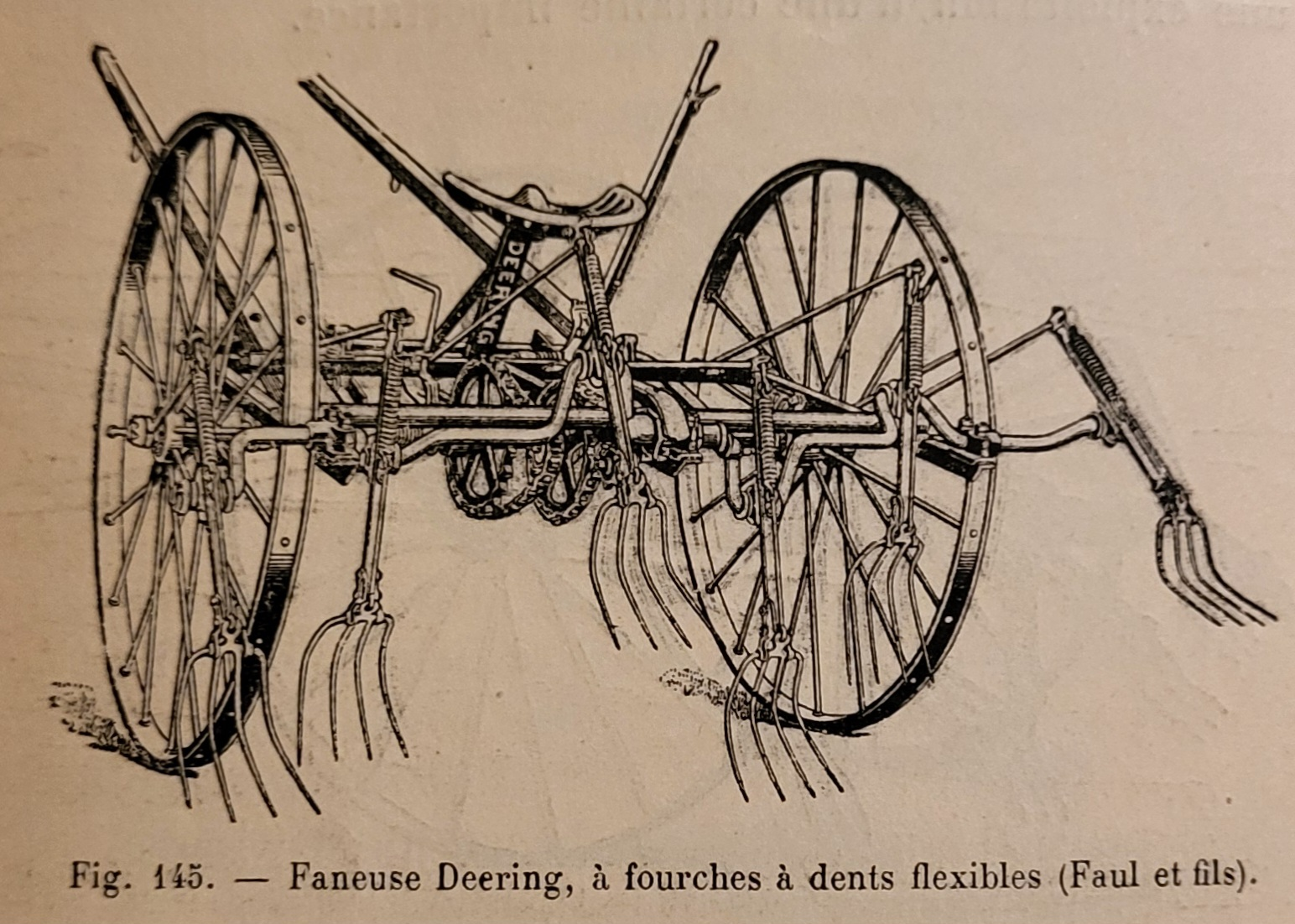
Illustration d'une faneuse à fourche à dents flexibles (1907).

Le préfanage est une méthode de fanage destinée à augmenter le taux de matière sèche de l'ensilage d'herbe. Elle consiste simplement à laisser ressuyer l'herbe en andains, préalablement fauchée avec une faucheuse-conditionneuse. Le passage au conditionneur accélère le séchage de l'herbe. Le préfanage dure de quelques heures à deux jours.

## Types de machines et utilisation
Au XIXe siècle, une machine à fourches, la faneuse, a été inventée pour supprimer ce travail répétitif et fatigant. Les machines utilisées aujourd'hui sont composées de deux à huit toupies juxtaposées, munies de dents. Ces dents sont des ressorts formant de petits râteaux. Les toupies sont entraînées par des cardans dans des sens contraires deux à deux.
Certains modèles polyvalents, nommés « faneurs-andaineurs » ou«  rateaux-faneurs-andaineurs » peuvent, suivant le réglage, faner ou andainer. Le résultat du travail est cependant moins satisfaisant qu'avec une faneuse spécialisée.
Si la faneuse sert effectivement à étaler le foin pour faciliter et accélérer son séchage avant le ramassage, elle ne sert pas, en principe pour la paille qui, elle, est soit broyée à la sortie de la moissonneuse-batteuse, soit pressée pour servir de litière.

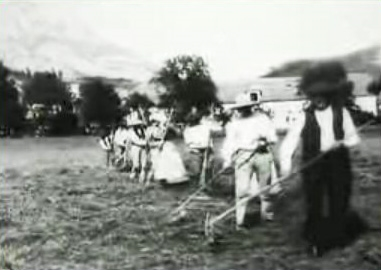
Scène de fanage, filmée en 1895 par Louis Lumière.
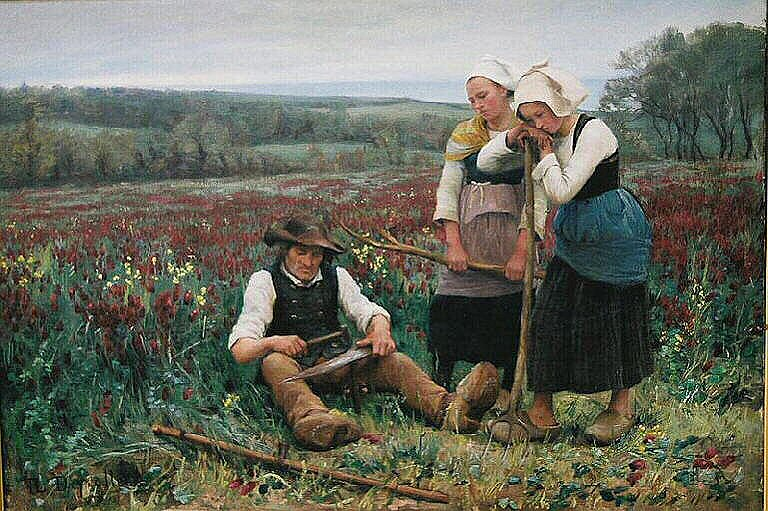
Théophile Deyrolle : Le repos des faneurs (huile sur toile, date inconnue, musée des beaux-arts de Pau).
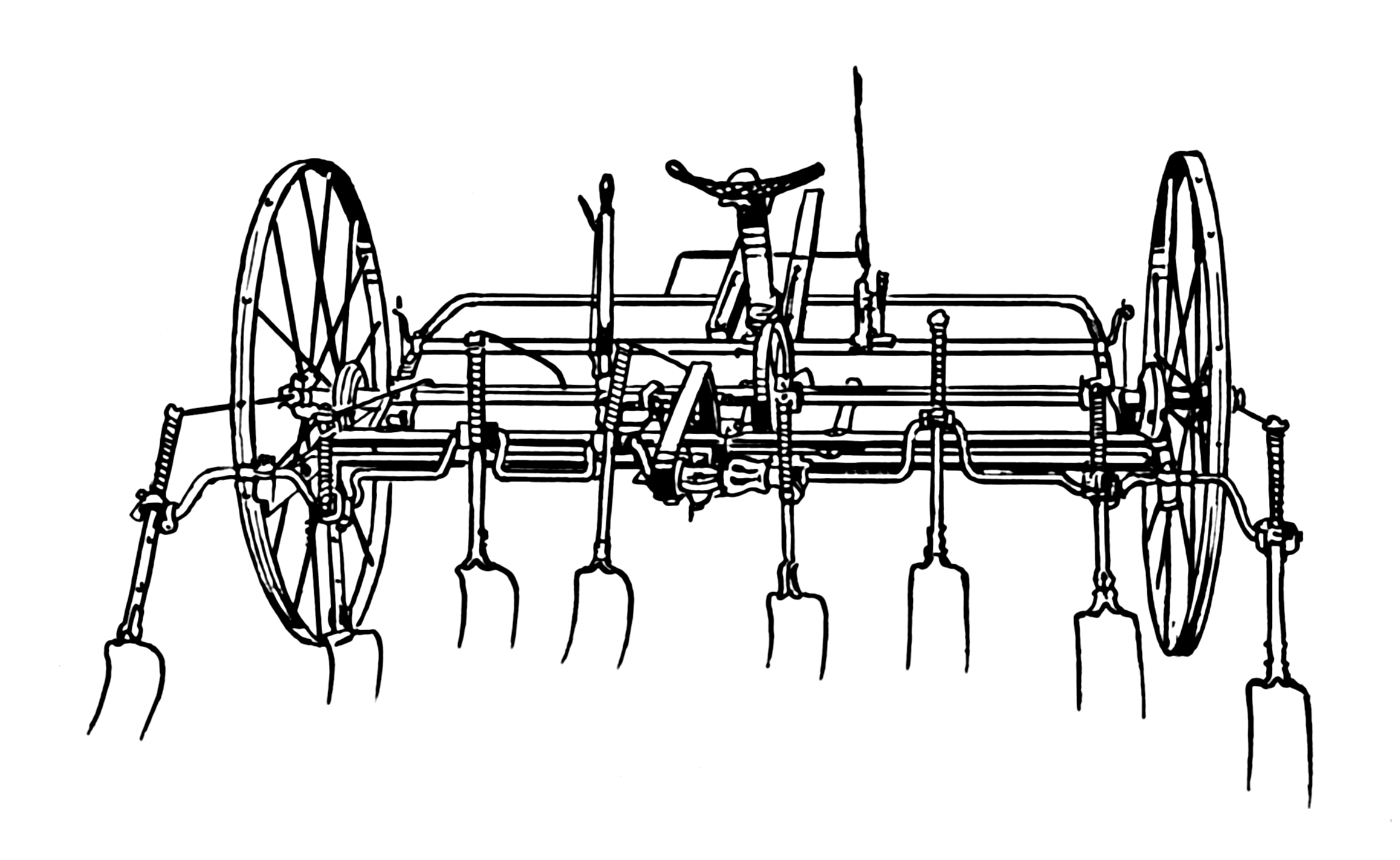
Faneuse à traction animale (XXe siècle) ; le jeu des huit fourches est mu par la rotation des roues, et un siège est prévu pour le conducteur.
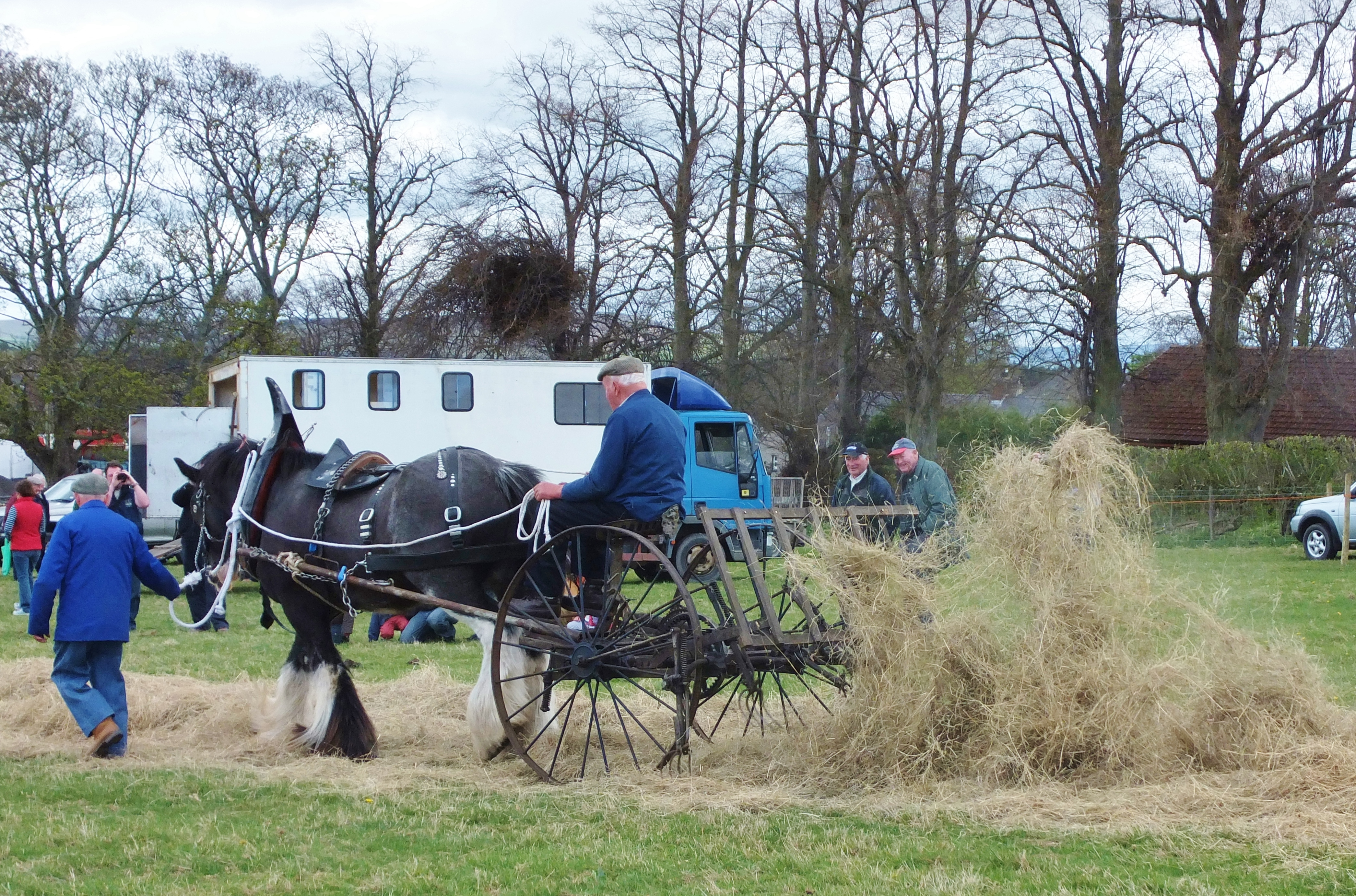
Fanage avec une faneuse à fourches (reconstitution).
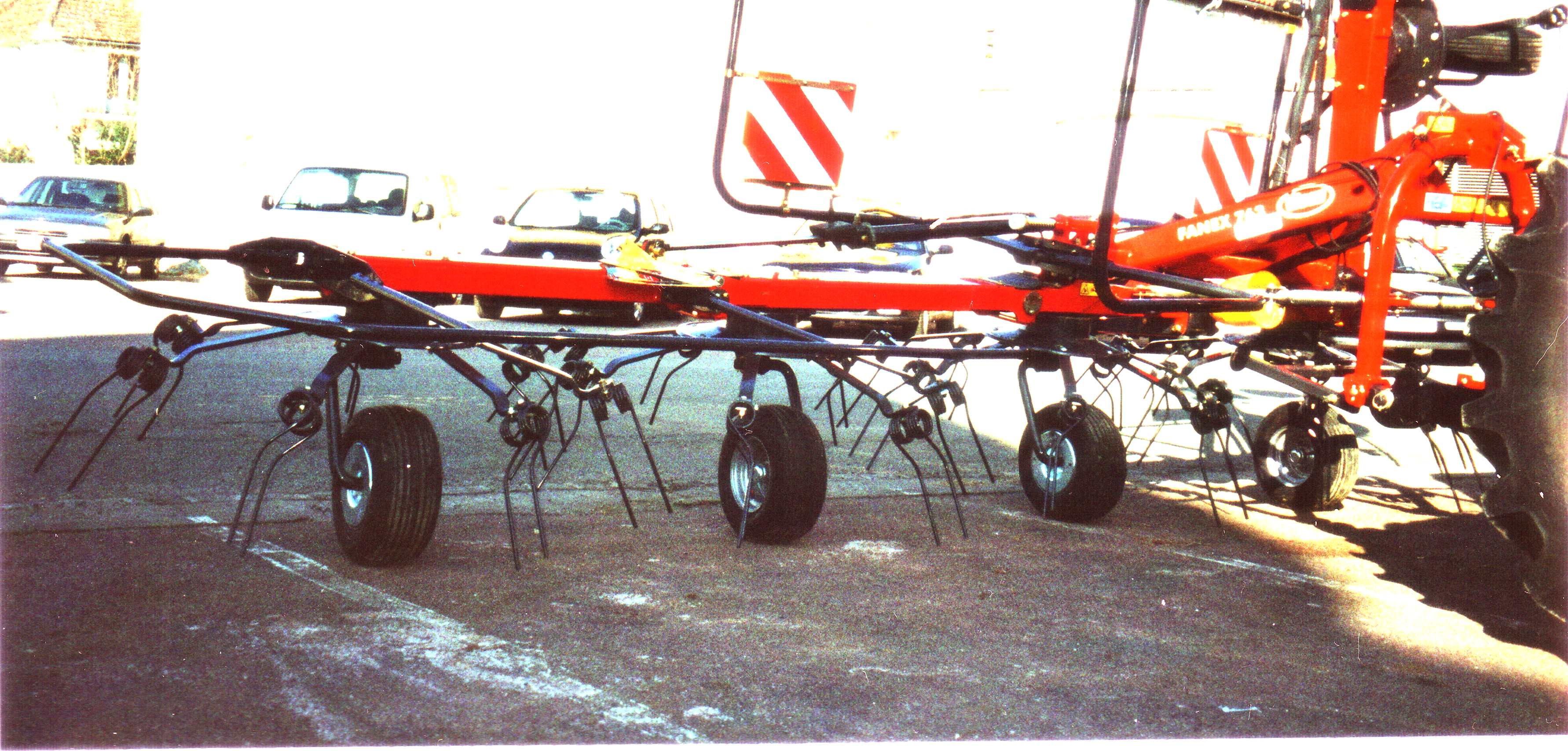
Faneuse à quatre toupies Vicon.